# Myrtenol
Myrtenol ist eine natürlich vorkommende organische Verbindung und ein bicyclisches Terpenoid. Es kommt in Myrenöl und als Insektenpheromon vor und wird als Duftstoff verwendet.

## Vorkommen

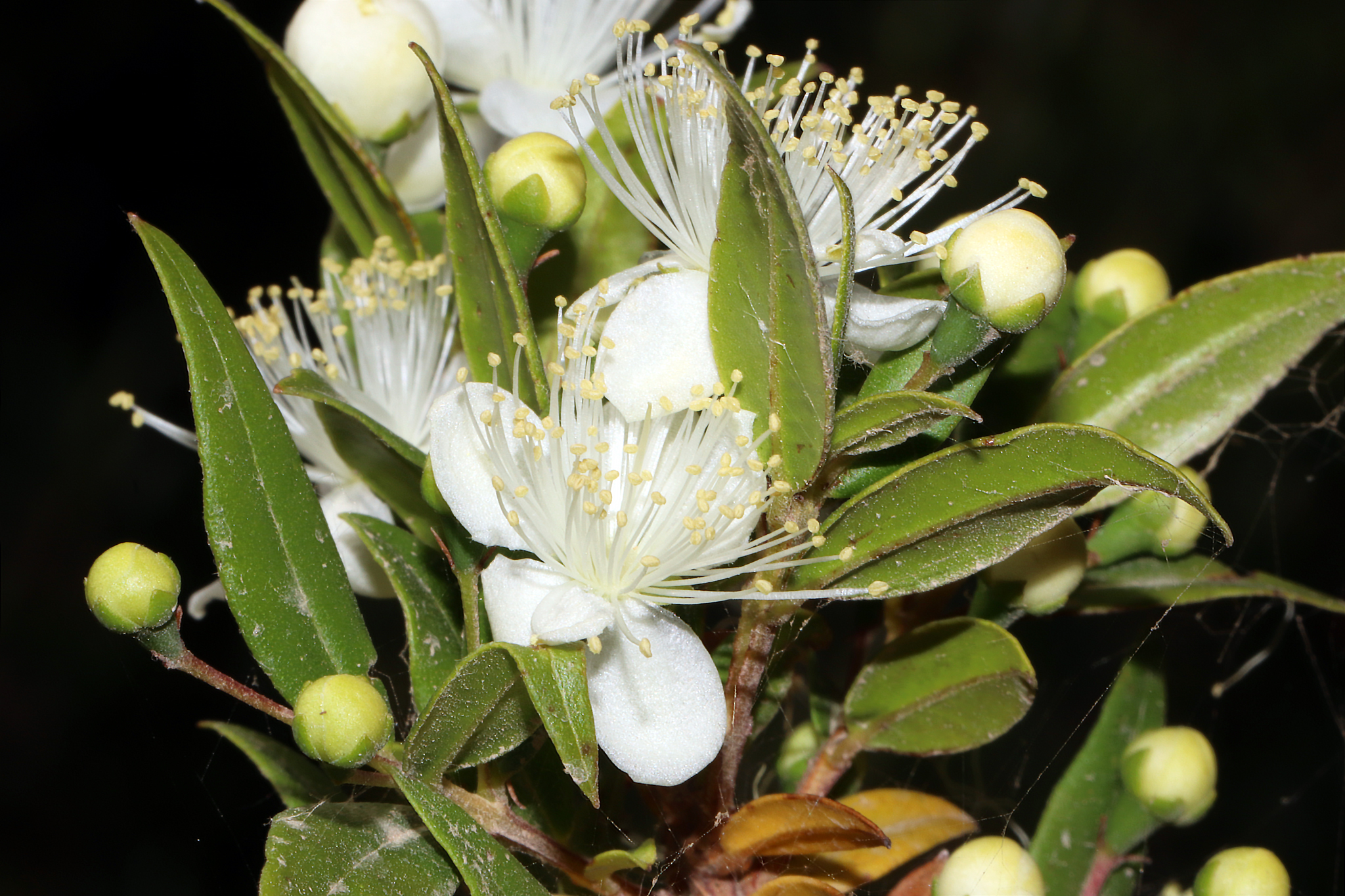
Das ätherische Öl der Myrte enthält Myrtenol

Myrtenol ist Bestandteil von Myrtenöl, allerdings in deutlich geringerem Anteil als Myrtenylacetat. Myrtenol ist neben Frontalin, Pinocarvon und Verbenon Bestandteil der Pheromone des Western Pine Beetle (Dendroctonus brevicomis).

## Herstellung und Entstehung
Myrtenol entsteht bei der Luftoxidation von α-Pinen neben vielen anderen Verbindungen zu etwa 2 %.

## Eigenschaften
In diversen Studien zeigte Myrtenol eine Reihe potentieller gesundheitlicher Effekte. So wirkte es antibakteriell, fungizid, antioxidativ und entzündungshemmend.

## Verwendung
Myrtenol wird als Duftstoff in Kosmetika und Reinigungsmitteln verwendet, jedoch in geringem Umfang von unter 100 Kilogramm pro Jahr weltweit. Es ist in der EU unter der FL-Nummer 02.091 als Aromastoff für Lebensmittel zugelassen. Daneben wurde (1R, 5S)-Myrtenol als Edukt für die Synthese von Dexanabinol verwendet.